# Florin est-africain
Le florin est-africain est l'ancienne monnaie officielle de l'Afrique orientale britannique entre 1920 et 1921. 
Divisé en 100 cents, il remplaçait la roupie est-africaine à parité. Au change, il valait 2 shillings de livre sterling (zone sterling).

## Pièces frappées
Des pièces de 1, 5 et 10 cents en cupronickel, et de 25, 50 cents et 1 florin en argent ont été frappées. Seules 30 % de ces pièces auraient été mises en circulation, avant leur remplacement. 

## Billets de banque
Le East African Currency Board fit imprimer sous son nom des coupures de 1, 5, 10, 20, 50, 100 et 500 florins. Les vignettes de 1, 5, 10 et 50 florins comportaient leurs montants équivalents en livres sterling. 